# 中條絵里
中條 絵里（なかじょう えり）は日本の厚生労働官僚。厚生労働省大臣官房参事官（自殺対策担当）兼社会・援護局総務課自殺対策推進室長。

## 来歴
埼玉県さいたま市出身。慶應義塾大学法学部卒業。1995年 労働省に入省。
財務省理財局国庫課長補佐、佐賀労働局総務部長、厚生労働省労働基準局安全衛生部計画課長補佐などを務める。
2011年4月から東京都産業労働局雇用就業部就業推進課長。雇用就業対策を担当。
2019年7月 厚生労働省雇用環境・均等局勤労者生活課長。
2020年8月1日 滋賀県副知事。医療福祉、産業振興、雇用、教育委員会などを担当。2022年7月20日 厚生労働省大臣官房参事官（自殺対策担当）兼社会・援護局総務課自殺対策推進室長。
2023年7月4日 労働者健康安全機構勤労者医療・産業保健部長。